# Turbolinux
Turbolinux ist ein japanisches Softwareunternehmen und eine Linux-Distribution.

## Firmengeschichte
1992 gründeten Jeff „Cliff“ Miller und seine Frau Iris das Unternehmen Pacific HiTech in Kalifornien. Die Ausrichtung des Unternehmens zielte hauptsächlich auf den asiatischen Markt, zuerst in Japan, dann die Volksrepublik China und Südkorea. Das Unternehmen benannte sich 1999 in Turbolinux um.
Auf dem Höhepunkt der Dotcom-Blase hatte die Firma viele Investoren und hat darum eine sehr bewegte Historie. Allein im Jahr 2000 flossen insgesamt 87 Millionen US-Dollar Wagniskapital in den Betrieb; sie expandierte unter anderem nach Europa und eröffnete weltweit zahlreiche Niederlassungen. Ein Gang an die Börse schien ganz kurz bevorzustehen.
Innerhalb von Jahresfrist waren aber die meisten Niederlassungen wieder geschlossen. Häufige Wechsel des Managements gingen mit immer wieder anderen Firmenstrategien einher, die eher schadeten statt halfen. Die Gründer Jeff und Iris Miller hatten das Unternehmen schon im Jahr 2000 verlassen. Turbolinux zog sich auch aus Deutschland und Europa zurück. Im Sommer 2001 schien eine Fusion mit dem ebenfalls schon stark angeschlagenen Dienstleister Linuxcare unmittelbar bevorzustehen. Dies scheiterte im letzten Moment jedoch. 2002 wurde Turbolinux von SRA übernommen. SRA (Software Research Associates) ist ein seit 1967 bestehendes Systemhaus mit starken Verbindungen zur freien Software. Einer der bekanntesten Beschäftigten bei Turbolinux ist der PostgreSQL-Kernentwickler Tatsuo Ishii. Turbolinux ist dennoch eine der populärsten Linux-Distributionen überhaupt, besonders in Südasien (China, Japan).
Bekannt wurde Turbolinux in Deutschland durch United Linux, eine Beteiligung an der Allianz von SuSE, Conectiva und Caldera.

## Produkte
Turbolinux wird jeweils als Desktop- und als Server-Edition angeboten. Diese Versionen tragen die gleiche Versions-Nummer und werden durch ein nachgestelltes D oder S gekennzeichnet.
Turbolinux ist nur für i386-kompatible Computer erhältlich. Standardmäßig ist bei der Desktop-Edition KDE die Desktop-Umgebung. Gnome gehört auch zum Lieferumfang. Die Server-Edition setzt auf Xfce als Desktop-Umgebung. Turbolinux verwendet RPM als Paketmanager und OpenOffice.org als Büro-Suite. Zusätzlich enthält Turbolinux u. a. folgende proprietäre Software:
- automatische Hardware-Erkennung und Installation
- Turbo Media Player
- PowerDVD von CyberLink.
- Flash-Player
- RealPlayer

## Versionen
| Version | Name        | Datum             |
| ------- | ----------- | ----------------- |
| 1.0     | Kyoto       | 16. Juni 1998     |
| 2.0     | Okinawa     | 11. Mai 1999      |
| 3.0     | Karatu      | 20. Juni 1999     |
| 4.0     | -           | 24. August 1999   |
| 4.2     | -           | 22. März 2000     |
| 6.0     | -           | 16. August 2001   |
| 7       | Monza       | 2. November 2001  |
| 8       | Silverstone | 22. Juli 2002     |
| 10D     | Suzuka      | 24. Oktober 2003  |
| 10S     | Celica      | 28. Mai 2004      |
| 10F     | Lemans      | 28. Mai 2004      |
| 11      | Fuji        | 28. November 2005 |
| 11S     | Musasabi    | 29. November 2007 |
| 11D     | Magny-Cours | 29. November 2007 |